# SV Wehen Wiesbaden
SV Wehen Wiesbaden (nome de clube: SV Wehen 1926 Taunusstein e.V.)  é uma associação de futebol de Hesse. Atualmente disputa a 2. Bundesliga, a segunda divisão do futebol alemão. Até julho de 2007 a equipe era conhecida pelo nome de SV Wehen Taunusstein.

## História
O clube foi fundado em 1926 e foi fechado pelos nazistas em 1933. Até 1939 jogou amistosos ocasionais.
Em 1946, depois da Segunda Guerra Mundial, a equipe se restabeleceu. Logo montou um time titular e um reserva, competindo com a primeira equipe na divisão local, o B-Klasse Wiesbaden. Em 1955, a sociedade criou o time dos jovens e sucessivamente começou a empregar os atletas mais talentosos no time principal.
O clube venceu o Hessenpokal (a copa regional) em 1988, 1996, 2000, 2011, 2017 e 2019. Essas vitórias consentiram a equipe a participar da Copa da Alemanha. Na temporada 2000-2001 o time ofereceu boas apresentações ao bater o Sportverein Stuttgarter Kickers, que naquele tempo disputava a Zweite Bundesliga. o time só seria batido na segunda fase pelo Borussia Dortmund por 1 a 0 na prorrogação.
Por algumas décadas o time militou entre a quarta e a sexta divisão até ser promovido à terceira divisão no fim dos anos 1980. Caiu para a quarta divisão em 1995 mas retornou prontamente à Regionalliga em 1997 e daquele momento em diante conseguiu se estabilizar na série enquanto não veio mais a cair para as categorias inferiores. No início do século XXI se confirmou como time que ambiciona o acesso chegando em terceiro lugar em 2005 e em 2006. No ano seguinte conquistou a promoção para a segunda divisão, contudo, voltou a cair em 2009, militando até então no terceiro módulo.

## Elenco atual
Atualizado em 8 de Janeiro de 2021.
| Nr.            | Nacionalidade | Nome                | Data de Nascimento | No time desde | Contrato até | Último Time             |
| Goleiros       | Goleiros      | Goleiros            | Goleiros           | Goleiros      | Goleiros     | Goleiros                |
| -------------- | ------------- | ------------------- | ------------------ | ------------- | ------------ | ----------------------- |
| 01             | Alemanha      | Tim Boss            | 28/06/1993         | 2020          | 2022         | Dynamo Dresden          |
| 26             | Alemanha      | Matthias Hamrol     | 31/12/1993         | 2020          | 2021         | FC Emmen                |
| 31             | Alemanha      | Arthur Lyska        | 19/05/2000         | 2016          | 2020         | 1. FSV Mainz 05 U17     |
| Defensores     |               |                     |                    |               |              |                         |
| 03             | Alemanha      | Ahmet Gürleyen      | 26/04/1999         | 2020          | 2021         | 1. FSV Mainz 05 II      |
| 04             | Alemanha      | Sascha Mockenhaupt  | 10/09/1991         | 2017          | 2021         | FK Bodø/Glimt           |
| 05             | Alemanha      | Benedikt Röcker     | 19/11/1989         | 2019          | 2021         | Brøndby IF              |
| 13             | Croácia       | Jakov Medić         | 07/09/1998         | 2019          | 2021         | 1. FC Nürnberg          |
| 17             | Alemanha      | Florian Carstens    | 08/11/1998         | 2020          | 2021         | FC St. Pauli            |
| 19             | Alemanha      | Michel Niemeyer     | 19/11/1995         | 2019          | 2021         | 1. FC Magdeburg         |
| 20             | Alemanha      | Moritz Kuhn         | 01/08/1991         | 2017          | 2021         | SV Sandhausen           |
| 25             | Alemanha      | Dennis Kempe        | 19/11/1995         | 2020          | 2022         | FC Erzgebirge Aue       |
| Meio Campistas |               |                     |                    |               |              |                         |
| 06             | Alemanha      | Tobias Schwede      | 17/03/1994         | 2019          | 2021         | SC Paderborn 07         |
| 07             | Alemanha      | Gianluca Korte      | 29/08/1990         | 2020          | 2022         | SV Waldhof Mannheim     |
| 10             | Polónia       | Sebastian Mrowca    | 16/01/1994         | 2014          | 2021         | Energie Cottbus         |
| 14             | Alemanha      | Lucas Brumme        | 25/09/1999         | 2021          | 2023         | BFC Dynamo              |
| 15             | Alemanha      | Paterson Chato      | 01/12/1996         | 2019          | 2023         | Sportfreunde Lotte      |
| 16             | Alemanha      | Tim Walbrecht       | 18/09/2001         | 2020          | 2021         | Hannover 96             |
| 18             | Alemanha      | Marc Lais           | 04/02/1991         | 2020          | 2022         | SSV Jahn Regensburg     |
| 22             | Alemanha      | Marvin Ajani        | 04/10/1993         | 2019          | 2021         | Hallescher FC           |
| 24             | Áustria       | Dominik Prokop      | 02/06/1997         | 2020          | 2021         | FK Austria Wien         |
| 27             | Alemanha      | Michael Guthörl     | 26/01/1999         | 2019          | 2021         | SpVgg Greuther Fürth II |
| 37             | Alemanha      | Ben BischofU19      | 20/09/2002         | 2014          | 2022         | SpVgg Eltville          |
| Atacantes      |               |                     |                    |               |              |                         |
| 08             | Alemanha      | Johannes Wurtz      | 19/06/1992         | 2020          | 2021         | SV Darmstadt 98         |
| 09             | Alemanha      | Phillip Tietz       | 09/07/1997         | 2019          | 2021         | SC Paderborn 07         |
| 11             | Alemanha      | Maurice Malone      | 17/08/2000         | 2020          | 2021         | FC Augsburg             |
| 21             | Alemanha      | Benedict Hollerbach | 17/05/2001         | 2020          | 2023         | VfB Stuttgart II        |
| 29             | Suécia        | Gustav Nilsson      | 23/05/1997         | 2021          | 2023         | BK Häcken               |
| 32             | Alemanha      | Stefan Aigner       | 20/08/1987         | 2019          | 2021         | KFC Uerdingen 05        |

### Transferências na Temporada 2020/21
Atualizado em 8 de Janeiro de 2021.
| Entradas | Saídas |
| 2020/2021 | 2020/2021 |
| --- | --- |
| - Tim Boss (Dynamo Dresden) - Cedric Euschen (1. FC Saarbrücken;) - Florian Carstens (FC St. Pauli;) - Matthias Hamrol (FC Emmen) - Benedict Hollerbach (VfB Stuttgart II) - Dennis Kempe (FC Erzgebirge Aue) - Gianluca Korte (SV Waldhof Mannheim) - Marc Lais (SSV Jahn Regensburg) - Maurice Malone (FC Augsburg;) - Johannes Wurtz (SV Darmstadt 98) - Ahmet Gürleyen (1. FSV Mainz 05 II;) - Tim Walbrecht (Hannover 96;) - Lucas Brumme (BFC Dynamo) - Gustaf Nilsson (BK Häcken) | - Jan Albrecht - Jan-Christoph Bartels (1. FC Köln; → SV Waldhof Mannheim) - Niklas Dams (Borussia Dortmund II) - Maximilian Dittgen (FC St. Pauli) - Cedric Euschen (Fortuna Düsseldorf II) - Dominik Franke (VfL Wolfsburg) - Sidney Friede (DAC Dunajská Streda) - Gökhan Gül (Fortuna Düsseldorf) - Törles Knöll (1. FC Nürnberg; → NK Slaven Belupo) - Daniel-Kofi Kyereh (FC St. Pauli) - Giona Leibold - Heinz Lindner (FC Basel) - Jeremias Lorch (FC Viktoria Köln) - Tobias Mißner (1. FSV Mainz 05 II) - Manuel Schäffler (1. FC Nürnberg) - Patrick Schönfeld - Jules Schwadorf (Preußen Münster) - Nicklas Shipnoski (1. FC Saarbrücken) - Marcel Titsch-Rivero (Hallescher FC) - Jan Vogel (SG Barockstadt Fulda-Lehnerz) - Marc Wachs (SC Hessen Dreieich) - Lukas Watkowiak (FC St. Gallen) |

### Equipe de treinamento atual
| Name            | Função               |
| --------------- | -------------------- |
| Rüdiger Rehm    | Técnico              |
| Mike Krannich   | Assistente           |
| Marjan Petković | Treinador do goleiro |
| Christian Hock  | Diretor de esporte   |

Atualizado em 10 de Outubro de 2020.

## Títulos

### Liga
- Regionalliga Süd (III)
  - Campeão: 2007;
- Oberliga Hessen (IV)
  - Campeão: 1997;
- Landesliga Hessen-Mitte (IV)
  - Campeão: 1989;

### Copas
- Copa Hessen
  - Campeão: 1988, 1996, 2000, 2011, 2017, 2019, 2021 (7 Títulos)
  - Vice-campeão: 1992, 2001, 2003, 2013, 2016

## Cronologia recente
A recente performance do clube:
| Temporada | Divisão          | Módulo | Posição |
| 1999–2000 | Regionalliga Süd | III    | 13°     |
| 2000–01   | Regionalliga Süd | III    | 11°     |
| 2001–02   | Regionalliga Süd | III    | 6°      |
| 2002–03   | Regionalliga Süd | III    | 7°      |
| 2003–04   | Regionalliga Süd | III    | 7°      |
| 2004–05   | Regionalliga Süd | III    | 3°      |
| 2005–06   | Regionalliga Süd | III    | 3°      |
| 2006–07   | Regionalliga Süd | III    | 1° ↑    |
| 2007–08   | 2. Bundesliga    | II     | 8°      |
| 2008–09   | 2. Bundesliga    | II     | 18°↓    |
| 2009–10   | 3. Liga          | III    | 15°     |
| 2010–11   | 3. Liga          | III    | 4°      |
| 2011–12   | 3. Liga          | III    | 16°     |
| 2012–13   | 3. Liga          | III    | 7°      |
| 2013–14   | 3. Liga          | III    | 4°      |
| 2014–15   | 3. Liga          | III    | 9°      |
| 2015-16   | 3. Liga          | III    | 16°     |
| 2016-17   | 3.Liga           | III    | 7°      |
| 2017-18   | 3.Liga           | III    | 4°      |
| 2018-19   | 3.Liga           | III    | 3° ↑    |
| 2019-20   | 2. Bundesliga    | II     | 17°↓    |
| 2020-21   | 3. Liga          | III    |         |